# 絕園的暴風雨
《絕園的暴風雨》是由城平京（原作）、左有秀（構成）、彩崎廉（作畫）創作的日本漫畫作品。於《月刊少年GANGAN》（SQUARE ENIX）2009年8月號開始至2013年3月號結束。單行本全10卷。
2012年10月電視動畫開始播放，漫畫與動畫同時完結。

## 作品概要
|                        | 這個世界脱轨了。啊啊，這是受到詛咒的因果報應。而我，竟被生下來去改正它！ |
| ——莎士比亞《哈姆雷特》 |                                                                          |

某日，一位身為魔法師的公主被關在一座無人島上。並為了脫離無人島，而與少年結締了契約，條件是：用魔法找到當初殺害妹妹的兇手。於是、前所未聞的現代魔法戰鬥即將開始！然而，在這些戰鬥背後的，則是有著攸關世界存亡的「起始之樹」、「絕園之樹」。
故事中許多劇情引述了莎士比亞的《哈姆雷特》和《暴風雨》中的名言，故事中的女主角之——不破愛花——亦十分喜愛莎士比亞的作品。

## 登場人物

### 主要人物
瀧川吉野（聲：內山昂輝、桑島法子〈小學生時代〉（日本）；宋昱璁、雷碧文〈小學生時代〉（台灣））
本作主人公。很普通的高中生，真廣的朋友。在所住的城市因為「黑鐵病」被毀之後，被捲入真廣與葉風復仇的戰爭。精神層面異於常人的高。適應性很強，有著吸引蠻橫且自傲的女性的特質。
平時看起來一副老好人樣，不是很主動，但在危急時刻、有所覺悟的時候，思考會異常的冷靜、並且做出正確的判斷。因為行動總造成本始之樹不利的情況，而被左門與巧判斷，認為吉野極有可能就是「絕園的魔法師」。
瞞著真廣與愛花交往。得知愛花的死訊那天相當錯愕，直到現在依舊對愛花念念不忘，時常翻出手機盯著她的照片發愣。在動畫第19話向真廣告知自己是愛花的男友。
故事結束後與真廣都成功考上大學，並與葉風的關係稍稍有了些進步。
不破真廣（聲：豐永利行、三瓶由布子〈小學生時代〉（日本）；李景唐、傅其慧〈小學生時代〉（台灣））
本作的另一名主人公。不破愛花的哥哥。誓言要為妹妹愛花的死復仇、並找出兇手，並誓言就算會導致世界滅亡也要貫徹復仇之路。偶然間 在海邊撿到一個玻璃瓶，裡面裝有葉風製作的魔法無線通訊器。並與她結締了契約，設法將葉風從無人島救出來、並找出殺害愛花的殺人兇手。
與愛花是沒有血緣關係的兄妹，卻對愛花可能有著超越兄妹情感，而是屬於不潔男女情愛的想法。周圍的人都看的出來，唯獨自己沒有察覺。
富士山麓事件重傷後受左門的魔法所救，昏迷了一個月，但是吉野原本是希望他昏迷一年。
個性蠻橫且自傲，雖然心地善良卻不願被人這樣說。是個與努力無關的人；以榜首身分就讀知名的升學高中、不怎麼念書就能成為全學年第一名、總成績也是縣內第一名，家庭更是當地知名的大富豪，本人頗受女性歡迎，因此對需要努力才能獲得成功的人就很難理解。
故事結束後與吉野同樣考上大學，並與第一話中山本小姐所述被他所救的女孩「林美森」交往。
不破愛花（聲：花澤香菜（日本）；雷碧文（台灣））
本作故事的關鍵人物。是不破真廣的無血緣關係妹妹，國中生。原名為間宮愛花（まみや あいか）。
一年前11月23日在家中遭殺害死亡，因為不想改變歷史，與葉風有一場大戰。與真廣是兄妹，卻沒有血緣關係。自稱是個性扭曲的人，而實際上的話語和行動也確實是如此沒錯，典型的「毒舌女」。
根據葉風以魔法追查出的結果顯示，殺害愛花的兇手是鎖部一族的人。但卻查不出是誰。說話喜歡引述《哈姆雷特》中的悲劇故事，並且引述說的言語，往往都是故事關鍵。
喜歡吉野，生前瞞著真廣與吉野交往，且為了不被真廣發覺，在他面前裝作一副很討厭吉野的樣子。
在一年前11月23日下午，與從來自未來的葉風相識。本體為前任「絕園的魔法師」，因為本始之樹的關係，在老死之前是不會有任何生命危險導致死亡。然而愛花的死卻引發了矛盾。
遇見了來自未來的葉風、得知了未來所發生的事情之後。進而推導出，其實殺害她的兇手根本是她自己。
在自殺前留了信（信內是一隻USB，實為道謝與道別影片，裡面展現了愛花非常純情的一面）給吉野和真廣，要葉風轉交給他們。並交代在他們打倒本始之樹之後才可以看。
鎖部葉風（聲：澤城美雪（日本）；傅其慧（台灣））
女主角。身為魔法師公主，是鎖部一族有史以來最強的魔法師。
但兩年前遭左門設計陷害，被流放到無人島上。由於被釋放到無人島上無法使用魔法（鎖部一族使用的魔法需要有「文明物」作為「供品」才能施展），因此製作了魔法的無線通訊器流放到海上，等人來撿到它。而後，魔法通訊器正巧被不破真廣所撿到。兩人並達成契約協議，協議為「真廣協助葉風離開無人島，而葉風協助真廣尋找出殺害愛花的兇手」。
自出生以來就有「本始之樹」的庇護，讓世間所有常理都對葉風有利。「本始之樹」的庇護行為，最終目的還是為了自己的甦醒。因為葉風是「本始之樹」甦醒的關鍵。從兩年前的無人島上脫困、穿越時空回到現在後，喜歡上了拯救她的吉野。但本身不曉得這種感情為何，直到潤一郎親口告訴她，她才知道她戀愛了。
富士山麓事件結束之後回現代，與吉野一起行動，到日本各地到處勘查、並尋找剩餘的「絕園的果實」所在地。旅途結束之後，為親自尋找殺害愛花的兇手，再度回到過去。回到過去得知愛花是自殺而死後，為了阻止愛花自殺而跟她戰鬥，但敗北。
魔法能力極強，所有鎖部一族的成員加起來也無法與其相提並論，雖然無法使用攻擊魔法，卻能改變防護罩的形狀將目標打飛，並能操控本始之樹的枝條。在動畫版中更展現出了只用少許供品就能將一座山的山體挖掉大半的力量。
故事結束後，努力不讓自己看來一無是處而在大眾餐廳打工，還考了不少證照與駕照，短篇故事最後吉野開始接受葉風。

### 鎖部一族
鎖部左門（聲：小山力也（日本）；宋克軍（台灣））
鎖部一族實際上的族長、魔法師。個性穩重，有著為了實現目標而不怕麻煩的認真一面，並有著為拯救世界而不惜犧牲部份人性命的無情一面。此外，在故事尾聲，也開玩笑說過他那一頭長髮是假髮。
兩年前為了拖延「本始之樹」的復甦時間，而設計陷害葉風，將她流放到無人島上。並開始進行「絕園之樹」的復活、以對抗「本始之樹」。一切事件結束後，繼續領導著失去了魔法的鎖部一族，並與山本結婚。
鎖部夏村（聲：諏訪部順一（日本）；宋昱璁（台灣））
鎖部一族的魔法師，鎖部一族的武鬥派，主要以槍術見長。被左門指派到出現果實的地方進行勘查。後來與伊凡潔麗·山本交過手，後來山本對其產生好感，但本人比較遲鈍，沒有給出回應。
鎖部哲馬（聲：吉野裕行（日本）；李景唐（台灣））
鎖部一族的魔法師，在富士山左門與真廣、吉野對峙時被左門下令來繼續絕園之樹的復活，富士山事件之後則負責保護早河。失去魔法之後，兼任早河的保鑣及司機。
星村潤一郎（聲：野島裕史（日本）；宋克軍（台灣））
鎖部前代當家·鎖部麻耶一手養大的少年。現為大學生，個性輕浮，喜歡巨乳。在戶籍上是鎖部一族的人，但實際上卻沒有血緣關係、也不會魔法。儘管不會魔法，卻從鎖部前代當家那裏學了許多武藝，這是為了如果哪天葉風失控可以做為牽制。他的武藝甚至可以空手撂倒一般魔法師。

### 事件相關人物
伊凡潔麗·山本（聲：水樹奈奈（日本）；雷碧文（台灣））
自稱28歲的無業遊民。實際上是追蹤真廣的特務。在吉野被捲入事件之後，與吉野私下持續進行情報交換。故事前期唯一知道吉野的女朋友是愛花的人，並且幫他保密。是除去魔法使外，本作之中戰鬥能力最高的人。故事結束後與左門交往並結婚，不過似乎長時間在外執行工作。
早河巧（聲：淺沼晉太郎（日本）；宋克軍（台灣））
祖父與「魔法」有所關聯，所以本身知道魔法的存在。政府的高層人員，認識山本。在黑鐵病事件爆發後負責調查整起事件。富士山麓事件挫敗之後因為責任重大被迫降職。但之後又由於政府方面需要「魔法」的知識，不得不讓他回到原本的崗位，在他現在的位子上也樹立了許多的敵人。
羽村惠（聲：梶裕貴（日本）；孟慶府（台灣））
富士山麓事件結束後登場的人物。在工地打工的青年，被前女友以「考慮到這個世界的未來」，認為羽村太懦弱不可靠為由甩掉。個性懦弱而有些不可靠，不過直覺敏銳，只從他人的討論裡一次就推斷出了吉野的女友即是愛花的事。
在一年前偶然間可以從手中釋放出鋸齒狀的魔法，使用魔法不需要「供品」，此點又與鎖部魔法不相同。因此被懷疑是「絕園的魔法師」。
本身是「繼任愛花的絕園魔法師」。他得到魔法的力量是在愛花死亡之後。為了實驗和了解社會的觀感，早河讓羽村以「絕園的魔法師（外表裝扮如同假面超人）」在世人面前現身、並消滅出現在世界各地的「本始之樹」。事件結束後變得成熟可靠了許多，並與女友重新復合。

### 其他人物
北千里櫻子
羽村的女友。因為皮膚白皙的緣故而被他叫做「小雪」。因為本始之樹出現後的騷亂中，羽村仍是那副不可靠的模樣而甩了對方，甚至還趁機搬家與把他的來電設為拒接對象。在本始之樹消失後與羽村重新復合。從最終話看來是個比羽村稍高、有著俐落黑色短髮的女性。
林美森
真廣在故事開始之前所拯救的女孩，熱愛日本大眾文學，常不管身上還有多少錢的大量購買二手書。漫畫最終回登場時成為真廣的女朋友。在特別篇的第一回之中描述了她和真廣是如何相識的過去。

## 用語解說
起始之樹
鎖部一族所祭拜的大樹。
根據愛花的說法，「起始之樹」其實是外來的生物給予人類的考驗。看看人類是會因此而在十年內滅亡，還是反抗「起始之樹」讓人類更加進步。「起始之樹」也為了讓人類有打倒它的利器，而創造出「絕園的魔法師」、「絕園之樹」。
但是不知為何「鎖部一族」被給予假的傳說，讓他們以為「創造這個世界的是起始之樹，並且有絕園之樹在反抗它」。鎖部一族也因此認為「葉風即是『起始之樹』覺醒的關鍵」，左門也為了避免世界受到嚴重衝擊，因此才將葉風流放於無人島上，以拖延「起始之樹」覺醒的時間。但事後才知道這全是一場大騙局。
操縱著世界的「常理」。世間的常態、常理一切由它來操縱。甚至可以操縱人們的性命（結果不是）。
儘管世間常理一切由它操縱，卻唯有「絕園之樹」、「絕園的魔法師」不受其常理控制。
「起始之樹」並賜予鎖部一族「魔法」的力量。
絕園之樹
與「本始之樹」相剋的大樹。掌管著「破壞」的力量。樹的本體位於日本富士山。
實際上是外來的生物為了考驗人類，讓人類有打倒本始之樹的可能而創造的利器（愛花說）。
果實
散布在世界各地的巨球型果實。外型像是巨大的波蘿麵包，中間還有一個明顯的巨大眼珠，全身纏繞著鎖鍊。
據說將所有果實集結起來，就可以使「絕園之樹」覺醒。因此左門才打算集結所有果實，好讓「絕園之樹」覺醒，以對付「本始之樹」。
黑鐵病
絕園之樹復活前的前兆所造成的世界性奇病。當果實出現時，會發生附近的人類、生物遭金屬化死亡的現象。
除此之外，伴隨著果實的出現，附近也同時會出現受果實味道吸引而產生大量的蝴蝶。如果身上配有魔具、或身處在有魔具的人周邊，便能抵擋金屬化。
「本始之樹」也具有將生物金屬化的能力（23回）。
魔法
鎖部一族的魔法是與「本始之樹」以供品交換而來的奇蹟力量，文明程度越是高的供品就越能發揮出強大的魔法，反之在沒有文明產物的狀況下就無法使用任何魔法。
除此之外，鎖部一族的魔法是只限定在保護、修護、治理世間常理的用途上。另外，在殺害他人的情況下會有一個月無法使用魔法。至於絕園的魔法其詳細情況不明，只知道擁有強大的破壞力（能打碎葉風的防禦魔法和毀掉本始之樹的一部分），且不需要消耗任何力量與供品就能使用。
魔具
封入魔法之力的道具，連一般人都能夠使用。但有使用次數的限制，用盡魔具就會消失。

## 出版書籍

### 單行本
| 集數 | 史克威爾艾尼克斯 | 史克威爾艾尼克斯       | 尖端出版       | 尖端出版             | 玉皇朝         | 玉皇朝                 |
| 集數 | 發售日期         | ISBN                   | 發售日期       | EAN                  | 發售日期       | ISBN                   |
| ---- | ---------------- | ---------------------- | -------------- | -------------------- | -------------- | ---------------------- |
| 1    | 2010年2月22日    | ISBN 978-4-7575-2795-9 | 2011年8月1日   | EAN 471-7702-24209-1 | 2011年7月22日  | ISBN 978-988-8127-37-5 |
| 2    | 2010年7月22日    | ISBN 978-4-7575-2935-9 | 2011年10月1日  | EAN 471-7702-24361-6 | 2011年10月4日  | ISBN 978-988-8127-70-2 |
| 3    | 2010年12月22日   | ISBN 978-4-7575-3087-4 | 2011年12月1日  | EAN 471-7702-24475-0 | 2012年11月5日  | ISBN 978-988-8128-97-6 |
| 4    | 2011年8月22日    | ISBN 978-4-7575-3253-3 | 2012年2月1日   | EAN 471-7702-24511-5 | 2013年1月23日  | ISBN 978-988-8168-46-0 |
| 5    | 2011年11月22日   | ISBN 978-4-7575-3409-4 | 2012年4月1日   | EAN 471-7702-24624-2 | 2013年5月15日  | ISBN 978-988-8169-64-1 |
| 6    | 2012年5月12日    | ISBN 978-4-7575-3589-3 | 2012年9月13日  | EAN 471-7702-25065-2 | 2014年8月22日  | ISBN 978-988-8302-39-0 |
| 7    | 2012年9月22日    | ISBN 978-4-7575-3724-8 | 2012年12月19日 | EAN 471-7702-25268-7 | 2014年12月20日 | ISBN 978-988-8302-77-2 |
| 8    | 2013年1月22日    | ISBN 978-4-7575-3852-8 | 2013年6月5日   | EAN 471-7702-25468-1 | 2015年2月11日  | ISBN 978-988-8302-95-6 |
| 9    | 2013年5月22日    | ISBN 978-4-7575-3961-7 | 2014年3月3日   | EAN 471-7702-25658-6 | 2015年7月14日  | ISBN 978-988-8326-50-1 |
| 10   | 2013年11月22日   | ISBN 978-4-7575-4127-6 | 2014年6月19日  | EAN 471-7702-26093-4 |                |                        |

### 導讀手冊
| 書名 | 史克威爾艾尼克斯 | 史克威爾艾尼克斯       |
| ---- | ---------------- | ---------------------- |
|      | 2013年1月22日    | ISBN 978-4-7575-3853-5 |
|      | 2013年11月22日   | ISBN 978-4-7575-4115-3 |

## 電視動畫
2012年5月12日於同日發售的『月刊少年GANGAN』上宣布了本作動畫化的訊息，2012年10月4日起於MBS等電視台開始播放。

### 製作
- 原作：城平京、左有秀、彩崎廉（揭載 「月刊少年GANGAN」史克威爾艾尼克斯刊）
- 監督：安藤真裕
- 系列構成：岡田麿里
- 角色設計：齋藤恒德
- 總作畫監督：大城勝（日语：大城勝）、菅野宏紀
- 色彩設計：中山しほ子
- 美術理念設計：岡田有章
- 美術設計：佐藤步
- 美術監督：岡田有章、佐藤步
- 攝影監督：神林剛
- 編輯：高橋步
- 音響監督：若林和弘
- 音樂：大島滿
- 動畫製作：BONES
- 製作：「絕園的暴風雨」製作委員會（Aniplex、史克威爾艾尼克斯、BONES、電通、Movic、Kids Station、Yahoo! JAPAN Group）、MBS

### 主題曲
片頭曲
「Spirit Inspiration」（第1－12幕）
作詞、作曲、編曲、歌：Nothing's Carved In Stone
（第14－23幕）
作詞：田中花乃 ，作曲：谷口尚久，編曲：CHOKKAKU，歌：Kylee
片尾曲
「happy endings」（第2－11幕）
作詞：megrock，作曲、編曲：神前曉，歌：花澤香菜
（第13－24幕）
作詞：Tomohisa Sako、Tomoyuki Ogawa，作曲：Tomoyuki Ogawa，編曲：Saku，歌：佐香智久

### 各話列表
| 話數       | 日文標題 | 中文標題                  | 劇本     | 分鏡       | 演出              | 作畫監督                                  |
| ---------- | -------- | ------------------------- | -------- | ---------- | ----------------- | ----------------------------------------- |
| 第一幕     |          | 木桶裡的魔法師            | 岡田麿里 | 安藤真裕   | 安齋剛文          | 佐古宗一郎                                |
| 第二幕     |          | 她曾是那麼美麗,少年如是說 | 岡田麿里 | 大橋譽志光 | 淺井義之          | 新井伸浩                                  |
| 第三幕     |          | 魔法也有辦不到的事        | 山口宏   | 安藤真裕   | 高橋健司          | 諏訪真弘 塚本知代美                       |
| 第四幕     |          | 必遭天譴的兩人            | 岡田麿里 | 安藤真裕   | 阿部達也          | 岡崎洋美 長田繪里                         |
| 第五幕     |          | 凡事皆事出有因            | 大西信介 | 石平信司   | 宮下新平          | 鈴木彩史                                  |
| 第六幕     |          | 矛盾的頭蓋骨              | 大西信介 | 淺井義之   | 伊藤秀樹          | 伊藤秀樹                                  |
| 第七幕     |          | 初吻                      | 岡田麿里 | 山本秀世   | 淺井義之          | 佐古宗一郎                                |
| 第八幕     |          | 葬送魔女的時刻            | 小柳啟伍 | 石平信司   | 綿田慎也          | 新井伸浩 塚本知代美                       |
| 第九幕     |          | 男朋友                    | 山口宏   | 安齋剛文   | 安齋剛文          | 諏訪真弘 服部聰志                         |
| 第十幕     |          | 時光機的製作方法          | 小柳啟伍 | 寺岡巌     | 間島崇寬          | 高橋敦子 日下岳史                         |
| 第十一幕   |          | 時之少女                  | 大西信介 | 伊藤秀樹   | 伊藤秀樹          | 伊藤秀樹                                  |
| 第十二幕   |          | 暫離天國的祝福            | 山口宏   | 山本秀世   | 宮下新平          | 鈴木彩史 服部聰志 日下部智津子            |
| 第十三幕   |          | 夢之理                    | 小柳啟伍 | 安藤真裕   | 塚田拓郎          | 佐古宗一郎                                |
| 第十四幕   |          | 新年快乐                  | 大西信介 | 三條なみみ | 佐藤育郎          | 新井伸浩 塚本知代美 諏訪真弘              |
| 第十五幕   |          | 若有所圖                  | 山口宏   | 石平信司   | 間島崇寬          | 日下岳史、長田繪里 羽田浩二、崔文秀       |
| 第十六幕   |          | 徘徊的亡靈                | 大西信介 | 淺井義之   | 淺井義之          | 出雲譽明、村井孝司 佐古宗一郎、塚本知代美 |
| 第十七幕   |          | 深海之雪                  | 岡田麿里 | 長崎健司   | 清水久敏          | 可兒里未、堀川耕一                        |
| 第十八幕   |          | 舞姬                      | 岡田麿里 | 山本秀世   | 宮下新平          | 服部聰志、諏訪真弘                        |
| 第十九幕   |          | 所希之物                  | 小柳啟伍 | 石平信司   | 園田雅裕          | 松本文男                                  |
| 第二十幕   |          | 是誰幹的                  | 山口宏   | 三條なみみ | 三浦陽            | 鈴木彩史 永作友克                         |
| 第二十一幕 |          | 命運之女                  | 山口宏   | 增井壯一   | 淺井義之          | 佐古宗一郎 新井伸浩                       |
| 第二十二幕 |          | 不破愛花                  | 大西信介 | 山本秀世   | 宮下新平          | 可兒里未 塚本知代美                       |
| 第二十三幕 |          | 起始之戰                  | 岡田麿里 | 寺崗巖     | 佐藤育郎          | 大貫健一 堀川耕一                         |
| 第二十四幕 |          | 各自的故事                | 岡田麿里 | 安藤真裕   | 塚田拓郎 安東真裕 | 諏訪真廣、服部聰志 佐古宗一郎、新井伸浩   |

### 播放電視台
日本深夜動畫：下文記載的日本国内播放時間使用日本標準時間（UTC+9）表示。因為部分時間标识會採用30小时制，因此請留意这类超过24:00的时间，其實際播放時間為翌日清晨。
| 播放地區   | 播放電視台   | 播放日期                       | 播放時間（UTC+9）          | 所屬聯播網          | 備註                 |
| ---------- | ------------ | ------------------------------ | -------------------------- | ------------------- | -------------------- |
| 近畿廣域圈 | 每日放送     | 2012年10月4日 - 2013年3月28日  | 星期四 26時00分 - 26時30分 | 日本新聞網          | 制作局 Animeism第2部 |
| 關東廣域圈 | TBS電視台    | 2012年10月5日 - 2013年3月29日  | 星期五 26時25分 - 26時55分 | 日本新聞網          |                      |
| 中京廣域圈 | 中部日本放送 | 2012年10月10日 - 2013年4月3日  | 星期三 26時00分 - 26時30分 | 日本新聞網          |                      |
| 日本全國   | BS-TBS       | 2012年10月13日 - 2013年4月6日  | 星期六 24時30分 - 25時00分 | 日本新聞網 衛星電視 |                      |
| 日本全國   | KIDS STATION | 2012年10月19日 - 2013年4月12日 | 星期五 24時00分 - 24時30分 | 衛星電視            |                      |

## 外部連結
- （日語）GANGAN NET 絶園的暴風雨 （页面存档备份，存于）
- （日語）電視動畫官方網站 （页面存档备份，存于）
- （日語）絶園的暴風雨 - 漫畫 -  GANGAN ONLINE -SQUARE ENIX-
- 電視動畫「絶園的暴風雨」 絕園的暴風雨的X（前Twitter）
- （简体中文）爱奇艺播放专区